# Campina do Simão
Campina do Simão là một đô thị thuộc bang Paraná, Brasil. Đô thị này có diện tích 449,401 km², dân số năm 2007 là 4248 người, mật độ 9,5 người/km².